# RED (日本のロックバンド)
レッド（Red）は1983年に活動を開始した札幌出身の日本のプログレッシブ・ロックバンド。
いわゆる叙情派のプログレではなく、変拍子を多用したハードロックバンドである。
一時活動を休止していたが、2008年7月より活動を再開した。

## 概要
サウンドとしては初期はキングクリムゾンを思わせるテクニカルな曲の『スペースドライブ』という曲が関心を呼んだが第2期において、『ミノス』という曲が話題となり、武田秀敏のギターの表現力が成長し、小林透独自のスラッピングベースが加わることにより、Red独自の音楽観を確立した。それ以降ドラマーの湊雅史がDEAD ENDに加入するため脱退し、同じくプログレッシブ・ロックバンドのプロビデンスで活躍していた杉山雄一が加入するなどのメンバーの変更や、シンセサイザーやヴォーカルの加入や脱退などが相次ぎ、少しポップなロック色を強めたりとグループの方向性を模索していたが、結局は第2期のハードロック色を残す傾向に収まった。なお、レッドにおいてオリジナルメンバーであった湊雅史は、現在A（ア）というグループで活動している。
2010年11月に、Red解散に至ったが、2010年12月SIXRIDEでベーシストだった竹内聡が新しいメンバーとしてREDに参加することになった。
竹内聡の加入により以前よりテクニカルな楽曲になってきており、変拍子は変わらないがハードロック色も増し、武田秀敏の宇宙観を意識したサウンドも表現している。第５期を迎えたREDはすでに活動をしている。

## メンバー

### 第1期
- 武田秀敏（ギター）
- 滝沢貴幸（ベース・ボーカル）
- 湊雅史（ドラムス）

### 第2期
- 小林透（ベース）
- 武田秀敏（ギター）
- 湊雅史（ドラムス）

### 第3期 ～ 第4期
- 小林透（ベース）
- 武田秀敏（ギター）
- 杉山雄一（ドラムス）

そのほか、サポートメンバーにて、ボーカルやシンセサイザーが参加していた。

### 第5期
- 武田秀敏（ギター）
- 竹内聡（ベース）
- 杉山雄一（ドラムス）

## ディスコグラフィ
2014-3-19、初のCDアルバム「SPACE DRIVE」、クラウン徳間ミュージックより発売。
1. Dischanrge
2. Space Drive
3. Risk Hedges
4. Black Rain
5. Submarine Volcano
6. TOUBOUSYA
7. Tears of God